# Acanthasargus gracilis
Acanthasargus gracilis är en tvåvingeart som beskrevs av White 1916. Acanthasargus gracilis ingår i släktet Acanthasargus och familjen vapenflugor. Inga underarter finns listade i Catalogue of Life.